# Hongkongská burza
Hongkongská burza cenných papírů (Stock Exchange of Hong Kong, SEHK) je čtvrtá největší burza na světě a třetí největší burza v Asii po tokijské a šanghajské.
31. října 2016 měla 1 955 registrovaných společností, z toho 989 je z Číny, 856 z Hongkongu a zbylých 110 z dalších zemí světa (Macao, Tchaj-wan, Malajsie, USA, Singapur.) Je to nejrychleji rostoucí burza cenných papírů v Asii.